# Конрад II (Фрайбург)
Конрад II (нем. Konrad II. von Freiburg; ум. 10 июля 1350) — граф Фрайбурга с 1316 года.
Родился около 1285 года. Старший сын Эгино II фон Фрайбурга и Катарины фон Лихтенберг.

## Биография
Когда отец начал распродавать и закладывать земли, за деньги раздавать привилегии, Конраду как наследнику это не понравилось. Он приказал своим людям схватить Эгино II, и старый граф был заточён в своём замке. После этого он 31 марта 1316 года подписал отречение.
В 1318 году по договору от 7 февраля получил в залог от маркграфа Генриха фон Хахберга (брата жены своего сына Фридриха) ландграфство в Брейсгау за 700 марок серебра. Эти деньги должны были заменить приданое.
Город Фрайбург в обмен на право самоуправления выплачивал графам 300 марок серебра ежегодно. Конраду II, как прежде его отцу, не хватало этих денег на содержание двора, и он продолжил отцовскую практику продажи земель и различных привилегий.
В 1327 году он и его сын Фридрих за 4 тысячи марок продали городу Фрайбург хартию, согласно которой графы все важные решения (войны, военные союзы, сделки, брачные контракты) обязаны принимать только с согласия городского Совета. Город же получал право заключать любые союзы. Также городу передавалось право чеканки монет.
В 1321 году Конрад II вместе с городом Фрайбург вмешался в Кайзерштульскую войну (Kaiserstühler Krieg) (1320—1322) и как один из победителей получил крупную сумму в возмещение военных расходов.

## Семья
Конрад II первым браком (1290) был женат на Катерине Лотарингской, даме де Ромон, дочери герцога Ферри III. На момент свадьбы жених и невеста были ещё детьми. Потомство:
- Фридрих (ум. 09.11.1356), граф Фрайбурга.
- Конрад, священник.
- Эгино III (ум. 1385), граф части Фрайбурга (Нимбург и Лихтенек) (1350—1356), граф Фрайбурга (1356—1368). В 1368 году продал графство городу.

Овдовев, Конрад II не позднее 1330 года женился на Анне фон Зигно, дочери Ульриха фон Зигно. Детей не было. Анна после смерти первого супруга вышла замуж за герцога Германа III фон Тека.